# حماتك تحبك (فلم)
حماتك تحبك فيلم سينمائي مصري تم إنتاجه سنة 1950، من بطولة الممثل جلال حرب.
يحكي قصة حميدو سائق التاكسي، الذي يجد حافظة نقود فيعيدها إلى صاحبها الذي يطلب منه أن يحل محله ليواجه زوج صديقته، خطيبة حميدو تظن إنه على علاقة بهذه المرأة وتتعقد الأمور كثيرا.

## قصة الفيلم
يتهم سائق التاكسي حميدو بعلاقة عاطفية تسيء إلى خطيبته. فقد ذهب إلى منزل أحد الأثرياء لكي يعيد له حافظة النقود التي نسيها في سيارته، يطلب منه الثري أن يحل محله لأن زوج صديقته سوف يحضر، وما عليه إلا أن يواجه الموقف بدلا منه، تتعقد الأمور ولا يستطيع حميدو أن ينجو من هذه المواقف ويكاد اليأس يستولي عليه، وأخيرا تتضح الحقيقة ويعود حميدو إلى خطيبته.

## تمثيل
- جلال حرب، بدور حميدو
- شادية
- تحية كاريوكا
- محمد كمال المصري
- لولا صدقي
- عبد الفتاح القصري
- سعاد أحمد
- شلاضيمو
- محمود المليجي
- عبد المنعم إسماعيل
- إسكندر منسي
- جمالات زايد

## الطاقم
- إخراج: فؤاد شبل.
- قصة وسيناريو وحوار: فؤاد شبل، علي الزرقاني، زهير بكير.
- تصوير: الفيزي اورفانيللي
- ديكور: عبد المنعم علي
- مونتاج: نجيب عرفة
- نيجاتيف: مارسيل صالح
- صوت: نيفيو اورفانيللي